# 苗栗市英才觀光夜市
英才觀光夜市位於台灣苗栗縣苗栗市，位於英才路與正發路交界，苗栗車站後站。
英才觀光夜市原為每星期五晚上於苗栗文化中心周邊營業的苗栗文化中心夜市，但自2010年底遷至苗栗縣立體育館周圍，大大影響觀光效益，之後苗栗市公所改善於2011年7月15日在英才路、正發路之間農地重新規劃開幕，重回苗栗文化中心周邊營業，為縣內的大型夜市之一。

## 觀光夜市
每星期三、五、六、日營業

## 公共交通
- 臺灣鐵路管理局苗栗車站
- Youbike苗栗火車站(西站)

## 夜市週邊
- 苗栗鐵道文物展示館（步行3分鐘可抵達）
- 家樂福苗栗店
- 思夢樂 （页面存档备份，存于）苗栗店
- 苗栗客運／統聯客運（國道）／國光客運（國道）／新竹客運
- 台13線（國華路）
- 中華郵政苗栗北苗郵局
- 台灣電力公司苗栗區營運處
- 台灣中油天然氣事業部北區營業處
- 台灣中油探採事業部
- 苗栗縣政府國際文化觀光局
- 苗栗縣政府
- 苗栗縣立圖書館
- 苗栗縣立文山國民小學、苗栗縣立文華國民小學

## 外部連結
- 苗栗市英才觀光夜市的Facebook專頁